# Dynameniscus carinatus
Dynameniscus carinatus är en kräftdjursart som först beskrevs av Richardson 1900.  Dynameniscus carinatus ingår i släktet Dynameniscus och familjen klotkräftor. Inga underarter finns listade i Catalogue of Life.